# Rytigynia subbiflora
Espèce
Synonymes
- Vangueria subbiflora Mildbr.[1]

Rytigynia subbiflora (Mildbr.) Robyns est une espèce de plantes du genre Rytigynia, de la famille des Rubiaceae. C’est une plante à fleurs dicotylédone. On la retrouve au Cameroun.

## Synonymie
Le synonyme homotypique de cette espèce est :
- Vangueria subbiflora Mildbr. (1924)[4]